# Loxoconcha parahuahindensis
Loxoconcha parahuahindensis is een mosselkreeftjessoort uit de familie van de Loxoconchidae. De wetenschappelijke naam van de soort is voor het eerst geldig gepubliceerd in 1991 door Behrens.